# Czkaława (rejon homelski)
Czkaława (biał. Чкалава; ros. Чкалово) – wieś na Białorusi, w obwodzie homelskim, w rejonie homelskim, w sielsowiecie Babowiczy, nad Sożem.